# Лъчезар Котев
Лъчезар Христов Котев (роден на 5 януари 1998 г.) е български футболист, който играе на поста дефанзивен полузащитник. Състезател на Арда.

## Кариера
Котев е юноша на софийските Левски и Септември
На 1 юли 2016 г. Лъчезар става част от отбора на Витоша (Бистрица). Дебютира на 7 август при равенството 0:0 като домакин на Лудогорец II.
На 1 август 2020 г. Котев подписва с Арда. Прави дебюта си на 8 август при равенството 3:3 като гост на Монтана.
На 11 февруари 2023 г. Лъчезар преминава в руския Химки. Дебютира на 27 май при загубата с 0:3 като домакин на Урал. На 28 юни 2023 г. полузащитникът се завръща в отбора на Арда, но този път под наем от Химки.

## Национална кариера
на 5 септември 2019 г. Котев дебютира в официален мач за националния отбор на България до 21 г., при победата с 0:4 като гост на националния отбор на Естония до 21 г., в среща от квалификациите за Европейското първенство по футбол за младежи през 2021 г.